# 高密站
高密站位于中华人民共和国山东省潍坊市高密市醴泉街道，是胶济铁路和胶济客运专线上的火车站，建于1901年，距济南站295公里，青岛站98公里。现由济南铁路局管辖。自2019年12月起，高密站展开重建工程，将拆除现有旧站房，在原址新建面积约9998平方米综合站房，工程还包括新建旅客地道、接建旅客天桥、拆除及恢复站台雨棚、更换站台铺面、整修行包地道等改扩建工程。新站房于2022年1月16日启用。

## 車站周邊
- 铁路招待所
- 尚客优快捷酒店
- 高密市商会接待中心
- 高密火车站宾馆